# Protheca
Protheca là một chi bọ cánh cứng thuộc họ Ptinidae.

## Các loài

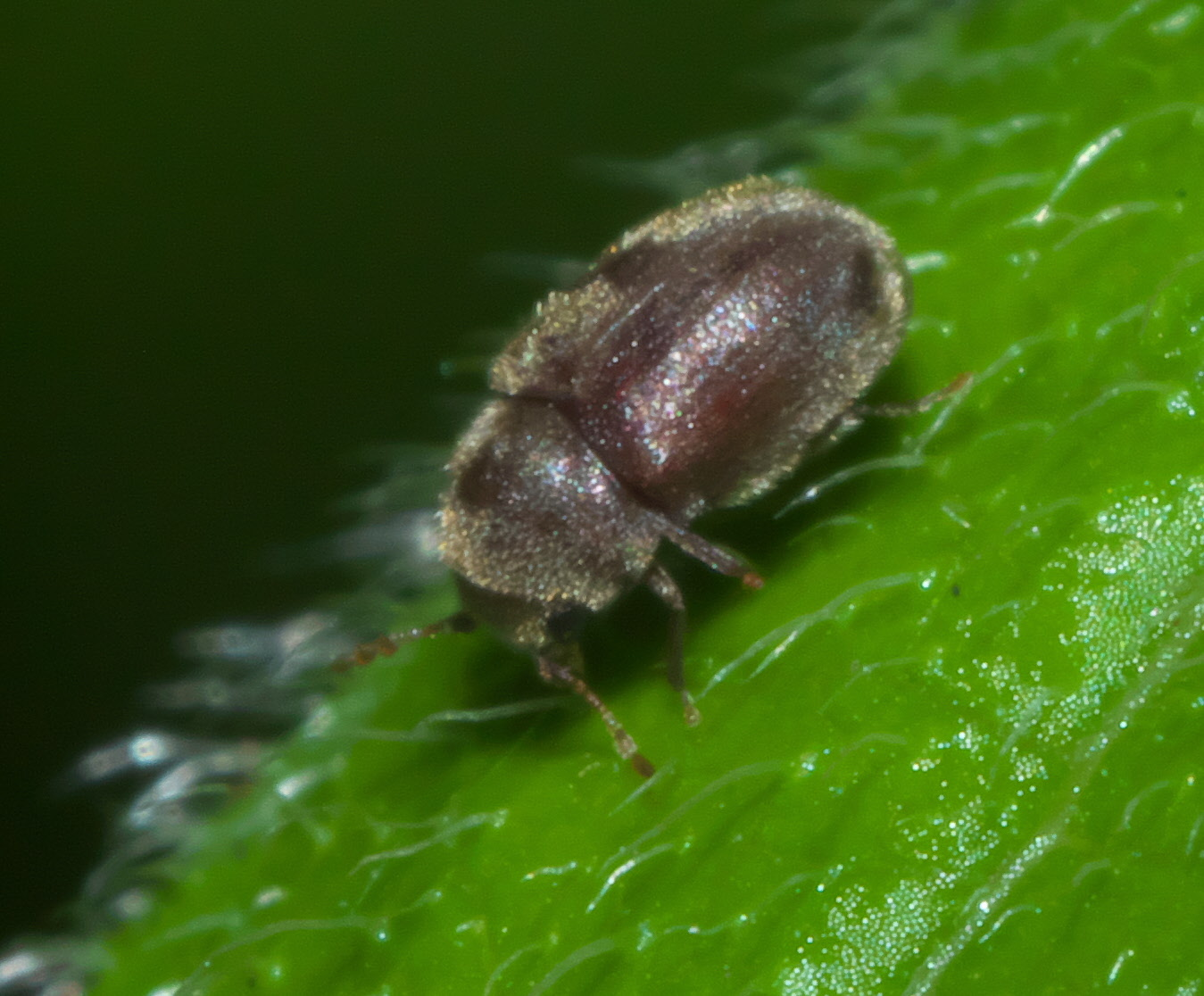
Protheca hispida

Có 3 loài được mô tả trong chi Protheca:
- Protheca guadalupensis (Pic, 1909) g
- Protheca hispida LeConte, 1865 i c g b
- Protheca plicatipennis (Pic, 1912) g

Data sources: i = ITIS, c = Catalogue of Life, g = GBIF, b = Bugguide.net